# Пенвен, Жорж
Жорж Жан Пенвен (фр. Georges Jean Painvin; 1886, Нант, Франция — 21 января 1980, Париж, Франция) — французский криптоаналитик в период Первой Мировой войны. Наиболее значимым достижением является взлом германского шифра ADFGVX.

## Довоенные годы
Жорж Пенвен родился в 1886 году во французском городе Нант. Окончил Политехническую школу как инженер добывающей промышленности, по специальности, никак не связанной с криптоанализом. После окончания обучения и до начала Первой Мировой войны Пенвен был профессором, преподавая биологию и палеонтологию. Также он работал инженером в сфере добычи ископаемых.

## Военные годы
В 1914 году привычная жизнь Пенвена была прервана мировой войной. Франция имела успехи в криптоаналитике, и их Бюро шифров[уточнить] было одним из лучших в мире. Пенвен не имел отношения к криптографии до начала войны, но он открыл в себе призвание к взламыванию криптографических шифров после встречи с сотрудником Бюро шифров. С этого момента начинается его путь криптоаналитика.
Радио в период Первой Мировой войны уже активно использовалось и обладало весомым преимуществом быстрой передачи информации. Но оно также имело большой недостаток, ведь сообщения могли быть легко перехвачены. Именно поэтому остро встала проблема надежного шифрования. В период 1914—1918 года новые шифры основывались на уже взломанных шифрах XIX века, поэтому сложности взлом и перехват не представляли.
Новый и более надёжный шифр ADFGVX впервые был применён в марте 1918 года, как раз перед крупным немецким наступлением. Успех немецкого наступления основывался на факторе внезапности. Немецкие криптографы выбрали шифр ADFGVX из ряда предложенных, считая, что он обеспечивает наилучшую стойкость. Более того, в то время немецкие криптографы считали этот шифр абсолютно надёжным. Сочетание замен и перестановок затрудняло его взлом.
Подвиг Певена
Немецкая артиллерия находилась в 100 км от Парижа и готовилась к завершающему удару в начале июня 1918 года.
Чтобы установить, где именно немцы планируют прорвать оборону, союзникам было жизненно необходимо взломать шифр ADFGVX. Пенвен работал день и ночь, похудел на 15 килограммов и довел себя до изнеможения. Но итоге, несмотря на проблемы он сумел дешифровать сообщение ночью 2 июня. Удача Пенвена привела к появлению лавины других дешифровок, среди которых было сообщение, содержащее приказ: «Боеприпасы для стремительного наступления. Если не видно — днём» (нем. Munitionierung beschleunigen Punkt Soweit nicht eingesehen auch bei Tag).
Успех Жоржа Пенвена помог французам. Из перехваченных сообщений стало ясно, что боеприпасы направлены из места, находящегося где-то между Мондидье и Компьеном, примерно в 80 км к северу от Парижа, где из-за яростной обороны французов у немцев не хватало боеприпасов. Нужда в боеприпасах значила, что именно здесь следует ожидать наступления немецких войск. Некоторое время спустя разведка подтвердила правильность расшифровки. За неделю до штурма немцев на предполагаемое место атаки были выдвинуты солдаты коалиции в качестве подкрепления, а также созданы необходимые укрепления.
В итоге атака немцев утратила внезапность и была отбита после 5 дней ожесточённых сражений.

## Послевоенные годы
Заслуги Жоржа Пенвена перед отечеством были велики и были высоко оценены. 10 июля 1918 года он был награждён Орденом Почётного легиона, но говорить об этом не мог, т.к. архивы были засекречены ещё 50 лет после окончания войны. 19 декабря 1973 года Пенвен был возведён в звание Великого офицера этого ордена.
После войны он был президентом нескольких компаний, также был генеральным директором одной из металлургических компаний с 1922 года. Компания использовала новые методы в металлургии, которые сделали доступным массовое производство приемлемой по цене нержавеющей стали.
Являлся в период с 1941 по 1945 год председателем банка Crédit Commercial de France. В 1945 году он прекратил преподавать биологию и палеонтологию. В 1955 году стал генеральным директором компании, которая производила гипсокартон.

## Смерть
Жорж Пенвен вернулся в Париж в 1962 году. Он умер в там в 1980 году, когда ему было 93 года.